# Дипломатически мисии на Южен Судан
Това е списък на дипломатическите мисии на Южен Судан. Южен Судан планира да открие 54 посолства. В днешно време повечето са на ниво двустранни отношения, които в бъдеще се очаква да прераснат в посолства.

## Европа
- Белгия
  - Брюксел (обслужва Европейския съюз[2])
- Великобритания
  - Лондон (посолство)[3]

## Северна Америка
- Канада
  - Отава (Liaison Office)
- САЩ
  - Вашингтон (мисия)[4]

## Африка
- Демократична република Конго
  - Киншаса (Liaison Office)[5]
- Египет
  - Кайро (Liaison Office)
- Еритрея
  - Асмара (Liaison Office)
- Етиопия
  - Адис Абеба (Liaison Office)
- Зимбабве
  - Хараре (Liaison Office)
- Кения
  - Найроби (посолство)[6]
- Уганда
  - Кампала (Liaison Office)
- Република Южна Африка
  - Претория (Liaison Office)

## Океания
- Австралия
  - Сидни (Liaison Office)